# Жир, Александр Александрович
Александр Александрович Жир (укр. Олександр Олександрович Жир; род. 11 декабря 1957, Марганец, Днепропетровская область) — украинский политический деятель, депутат Верховной рады Украины II—III созывов (1994—2002).

## Биография
Родился 11 декабря 1957 года в городе Марганец Днепропетровской области Украинской ССР.
В 1980 году окончил механико-машиностроительный институт Днепропетровского горного института по специальности «инженер-электромеханик».
После окончания института с сентября 1980 года по февраль 1982 года работал горным мастером, механиком участка на шахте № 8 Марганецкого горно-обогатительного комбината. С февраля 1982 года по май 1983 года занимал должность первого секретаря Марганецкого городского комитета ЛКСМУ.
С 1983 года работал в органах КГБ, с июня 1983 года по сентябрь 1994 года занимал должности оперуполномоченного, старшего оперуполномоченного, заместителем начальника отдела по борьбе с коррупцией и организованной преступностью Управления КГБ (в дальнейшем — Управления СБУ) в Днепропетровской области.
На парламентских выборах в 1998 году избран народным депутатом Верховной рады Украины III созыва по Марганецкому избирательному округу № 93 Днепропетровской области. В парламенте состоял в депутатской группе «Реформы» (ранее был в депутатской группе «Единство)», был главой комитета по вопросам законности и правопорядка.
На парламентских выборах в 2002 году избран народным депутатом Верховной рады Украины IV созыва по избирательному округу № 35 Днепропетровской област. В парламенте был членом комитета по вопросам законодательного обеспечения правоохранительной деятельности и борьбы с организованной преступностью и коррупцией (с июля 1998 года по февраль 2000 года) комитета по вопросам борьбы с организованной преступностью и коррупцией (с февраля 2000 года), входил во фракцию ПРП «Реформы-конгресс» (с февраля 1998 года).